# Opharus agramma
Opharus agramma là một loài bướm đêm thuộc phân họ Arctiinae, họ Erebidae.